# Elecciones parlamentarias de Israel de 1951
Las elecciones para elegir al segundo Knesset en Israel se realizaron el 30 de julio de 1951 con una participación del 75%.
Rostam Bastuni, Avraham Berman y Moshe Sneh abandonaron Mapam y establecieron la Facción de Izquierda. Bastuni luego regresó a Mapam, mientras que Berman y Sneh se unieron a Maki. Hannah Lamdan y David Livschitz abandonaron Mapam y establecieron la Facción independiente de Ahdut HaAvoda antes de unirse a Mapai. Otros cuatro miembros abandonaron Mapam para fundar Ajdut HaAvodá - Poalei Tzion, pero la movida no fue reconocida por el presidente de la Knéset. Las Comunidades Sefardíes y Orientales se unieron a los Sionistas Generales.
El segundo Knesset comenzó con David Ben-Gurion formando el tercer gobierno de Israel (el primer Knesset tenía dos gobiernos) el 8 de octubre de 1951. Su partido Mapai formó una coalición con Mizrachi, Hapoel HaMizrachi, Agudat Yisrael, Poalei Agudat Yisrael y los tres partidos árabes; la Lista Democrática para los Árabes Israelíes, Progreso y Trabajo y Agricultura y Desarrollo. Al igual que el primer Knesset, hubo 15 ministros. El gobierno renunció el 19 de diciembre de 1952 debido a una disputa con los partidos religiosos por la educación religiosa. Ben-Gurion formó el cuarto gobierno el 24 de diciembre de 1952, abandonando a los partidos ultraortodoxos (Agudat Yisrael y Poalei Agudat Yisrael) y reemplazándolos con los Sionistas Generales y el Partido Progresista. El nuevo gobierno tenía 16 ministros. Ben-Gurion renunció el 6 de diciembre de 1953 porque deseaba establecerse en el kibutz del Negev de Sde Boker. Moshe Sharett formó el quinto gobierno el 26 de enero de 1954 con los mismos socios y ministros de la coalición. Sharett renunció el 29 de junio de 1955, cuando los sionistas generales se negaron a abstenerse de votar una moción de desconfianza presentada por Herut y Maki sobre la posición del gobierno sobre el juicio de Malchiel Gruenwald, quien había acusado a Rudolf Kastner de colaborar con los nazis. Sharett formó el sexto gobierno el 29 de junio de 1955, eliminando a los Sionistas Generales y al Partido Progresista de la coalición y reduciendo el número de ministros a 12. El nuevo gobierno no duró mucho, ya que se convocó una elección general para el 26 de julio de 1955.

## Resultados
|  | 37.30 % |

|  | 16.20 % |

|  | 12.52 % |

|  | 6.74 % |

|  | 6.64 % |

|  | 3.98 % |

|  | 3.22 % |

|  | 2.38 % |

|  | 2.01 % |

|  | 1.75 % |

|  | 1.63 % |

|  | 1.51 % |

|  | 1.17 % |

|  | 1.16 % |

|  | 1.14 % |

|  | 0.59 % |

|  | 0.05 % |

|  | 98.92 % |

|  | 1.08 % |

|  | 100.00 % |

|  | 75.15 % |

1: En las elecciones de 1949 participaron juntos en la coalición "Frente Unido Religioso" obteniendo 16 escaños en total. Para la variante de escaños se tomaron los escaños individuales de cada partido dentro de la coalición en la elección.

## Galería

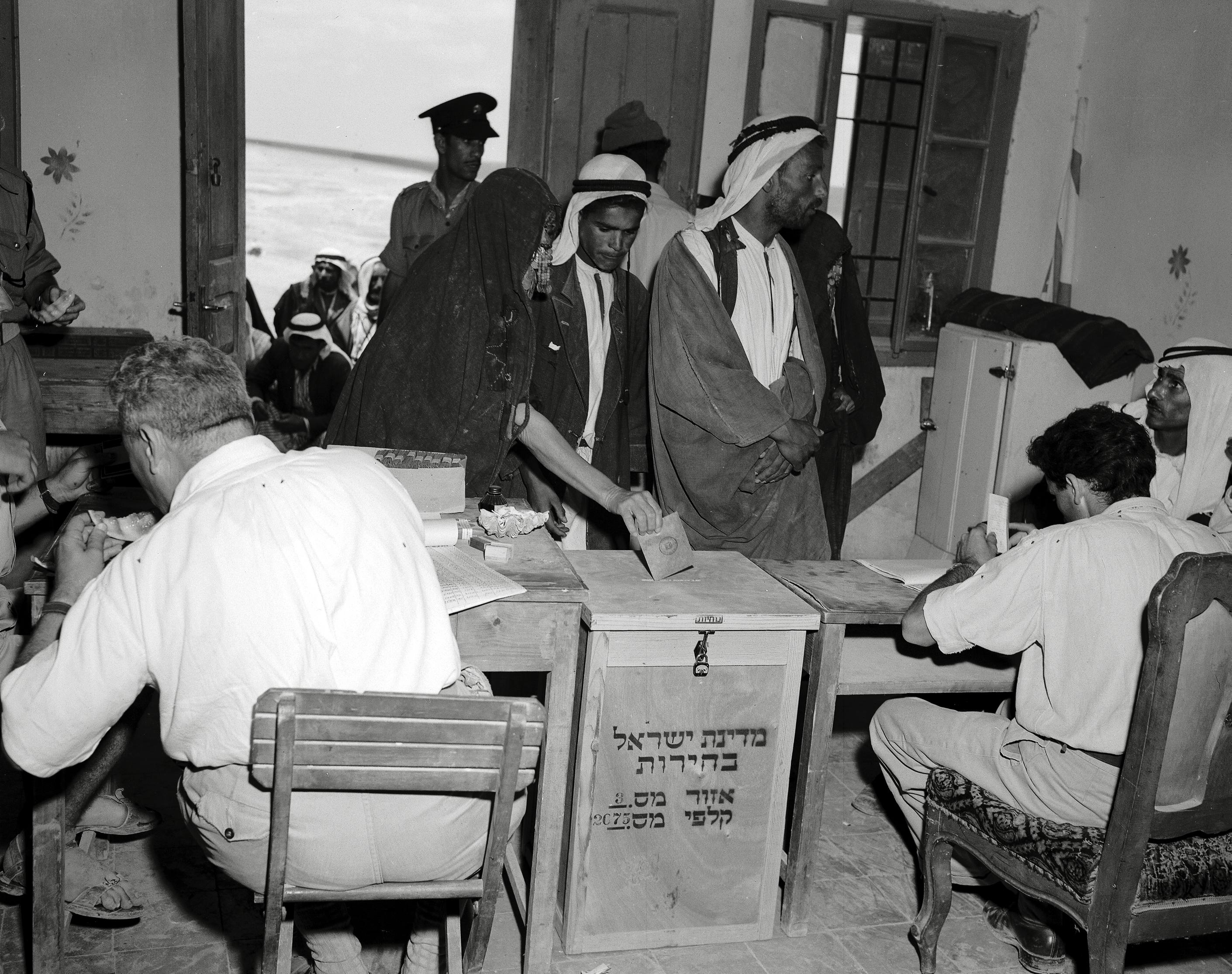
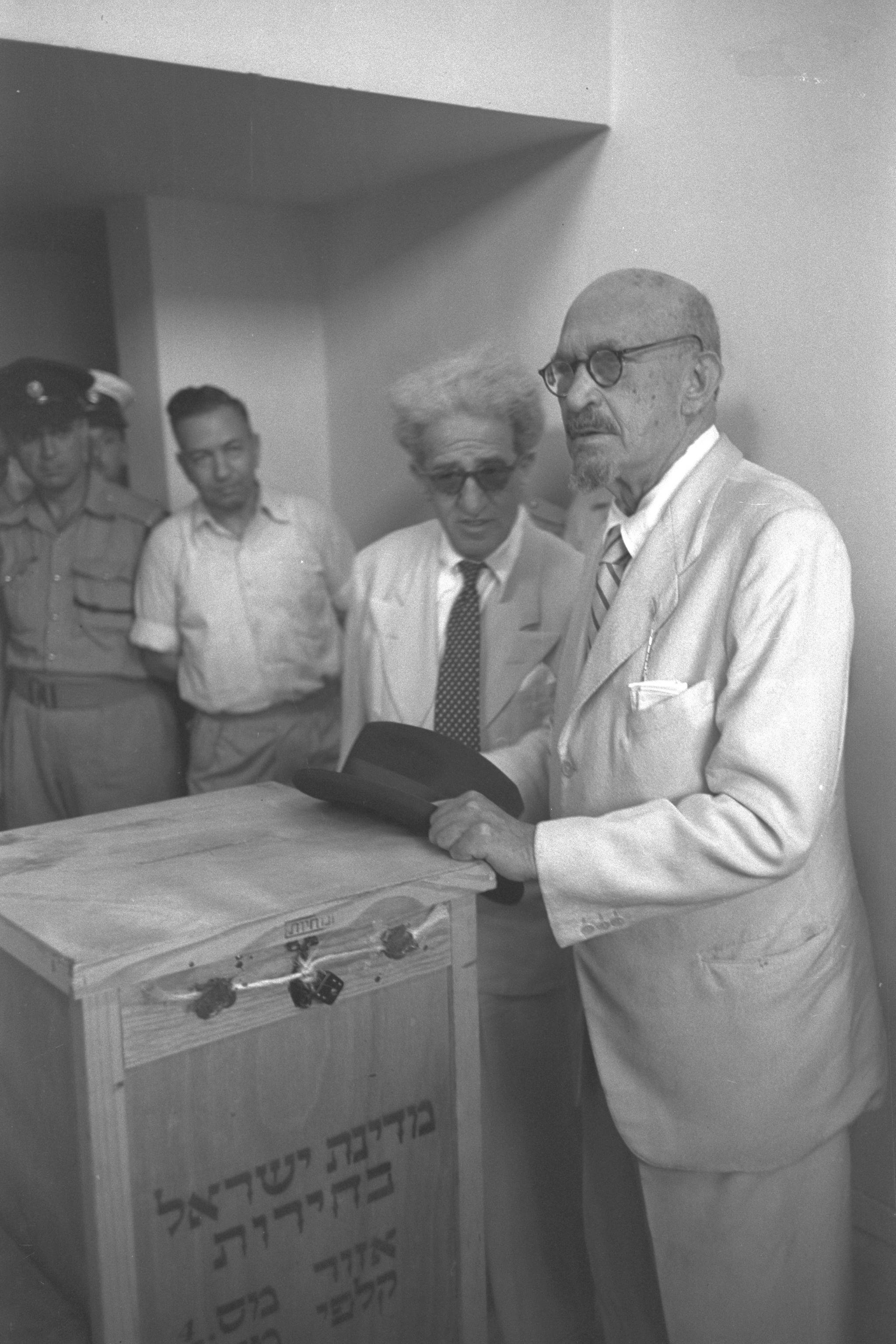